# Holly Madison
Holly Madison (született Holly Sue Cullen) (Astoria, Oregon, 1978. december 23. –) amerikai fotómodell, és televíziós személyiség.

## Filmográfia

### Filmszerepek
| Év   | Magyar cím         | Eredeti cím        | Szerep                |
| ---- | ------------------ | ------------------ | --------------------- |
| 1998 |                    | The Last Broadcast | Miss Lady Bright Eyes |
| 2006 | Horrorra akadva 4. | Scary Movie 4      | első szőke            |
| 2008 | A házinyuszi       | The House Bunny    | magát                 |
| 2009 |                    | The Telling        | Stephanie             |

### Televíziós műsorok és sorozat
| Év      | Cím                                       | Szerep            | Hangjegy          |
| ------- | ----------------------------------------- | ----------------- | ----------------- |
| 2002    | MTV Cribs                                 | magát             | 1 epizód          |
| 2003    | The Surreal Life                          | magát             | 1 epizód          |
| 2003    | Doggy Fizzle Televizzle                   | magát             | 1 epizód          |
| 2004    | The Sharon Osbourne Show                  | magát             | 1 epizód          |
| 2004    | The Bernie Mac Show                       | Bunny             | 1 epizód          |
| 2004    | Viva La Bam                               | magát             | 1 epizód          |
| 2005    | Curb Your Enthusiasm                      | magát             | 1 epizód          |
| 2005    | The Big Idea with Donny Deutsch           | magát             | 1 epizód          |
| 2005    | Törtetők                                  | magát             | 1 epizód          |
| 2005–06 | The Tyra Banks Show                       | magát             | 2 epizód          |
| 2005–09 | The Girls Next Door                       | magát             | 80 epizód         |
| 2006    | E! True Hollywood Story                   | magát             | 1 epizód          |
| 2006    | Amazon Fishbowl                           | magát             | 1 epizód          |
| 2006    | The Late Late Show with Craig Ferguson    | magát             | 2 epizód, díszlet |
| 2006    | Robot Chicken                             | magát (hang)      | 1 epizód          |
| 2006    | The Ellen DeGeneres Show                  | magát             | 1 epizód          |
| 2007    | Keeping Up with the Kardashians           | magát             | 1 epizód          |
| 2007    | Phenomenon                                | magát             | 1 epizód          |
| 2007    | Last Call with Carson Daly                | magát             | 1 epizód          |
| 2008    | Today                                     | magát             | 1 epizód          |
| 2008    | Celebrity Family Feud                     | magát             | 1 epizód          |
| 2008    | Living Lohan                              | magát             | 1 epizód          |
| 2008    | Chelsea Lately                            | magát             | 1 epizód          |
| 2009    | Dancing with the Stars (Egyesült Államok) | magát / versenyző | nyolcadik évad    |
| 2009–10 | Kendra                                    | magát             | 2 epizód          |
| 2009–11 | Holly's World                             | magát             | 19 epizód         |
| 2010    | CSI: A helyszínelők                       | szőke             | 1 epizód          |
| 2010    | When I Was 17                             | magát             | 1 epizód          |
| 2013    | Holly Has a Baby!                         | magát             |                   |

## Könyve magyarul
- Lenn, a nyúl üregében. A legismertebb nyuszilány vallomása egy bizarr és zárt elit világról; ford. Farkas Veronika; 21. Század, Budapest, 2015